# Сычёв, Василий Егорович
Василий Егорович Сычёв (30 марта 1921, с. Нижние Пены, Курская губерния — 28 июля 2002, Киев) — майор Советской Армии, участник Великой Отечественной войны, Герой Советского Союза (1944).

## Биография
Василий Сычёв родился 30 марта 1921 года в селе Нижние Пены (ныне — Ракитянский район Белгородской области). После окончания семи классов школы работал сначала в колхозе, затем в тресте «Мосэнергомонтаж». В 1940 году Сычёв был призван на службу в Рабоче-крестьянскую Красную Армию. Окончил полковую школу. С начала Великой Отечественной войны — на её фронтах. В боях два раза был ранен.
К октябрю 1943 года старший сержант Василий Сычёв командовал миномётным отделением 960-го стрелкового полка 299-й стрелковой дивизии 53-й армии Степного фронта. Отличился во время битвы за Днепр. В ночь с 30 сентября на 1 октября 1943 года отделение Сычёва переправилось через Днепр в районе села Чикаловка Кременчугского района Полтавской области Украинской ССР и приняло активное участие в боях за захват и удержание плацдарма на его западном берегу, отразив большое количество немецких контратак и уничтожив более 100 солдат и офицеров противника.
Указом Президиума Верховного Совета СССР от 22 февраля 1944 года за «мужество и героизм, проявленные при форсировании Днепра и в боях на захваченном плацдарме» старший сержант Василий Сычёв был удостоен высокого звания Героя Советского Союза с вручением ордена Ленина и медали «Золотая Звезда» за номером 3494.
После окончания войны Сычёв продолжил службу в Советской Армии. В 1947 году он окончил Киевское танко-техническое училище. В 1961 году в звании майора Сычёв был уволен в запас. Проживал и работал в Киеве. Умер 28 июля 2002 года.
Почётный гражданин посёлка Пересечная. Был также награждён орденом Отечественной войны 1-й степени и двумя орденами Красной Звезды, рядом медалей.

## Память
В честь Сычёва установлены его бюсты в Ракитном и в Нижних Пенах.